# Bilcze Złote
Bilcze Złote (ukr. Більче-Золоте) – wieś na Ukrainie, w obwodzie tarnopolskim, w rejonie czortkowskim (do 2020 borszczowskim), do 1945 w Polsce, w województwie tarnopolskim, w powiecie borszczowskim, siedziba gminy Bilcze Złote.
W 1822 w Bilczu Złotym odkryto dwa stanowiska archeologiczne zasiedlane przez ludność kultury trypolskiej z epoki miedzi.

## Stanowiska archeologiczne
Jedno z nich, nazywane Ogrodem, ulokowane w dolinie rzeki Seret, głęboko rozcinającej Wyżynę Podolską, okazało się typową wsią zamieszkiwaną w okresie od 4000 do 3500 lat p.n.e. Dominowały tam piętrowe domy zbudowane z drewna i gliny. Ludność zajmowała się uprawą roli, hodowlą bydła, owiec i świń oraz rzemiosłem, w tym wyrobem narzędzi z krzemienia, kości i z miedzi. Charakterystycznym dziełem tych ludzi są doskonałej jakości naczynia ceramiczne, malowane czarną, czerwoną i białą farbą. Oprócz najczęściej występujących ornamentów geometrycznych, spotykane też są malowane figury ludzi i zwierząt oraz schematyczne przedstawienia roślin.
Drugi stanowisko archeologiczne zlokalizowane było w gipsowej jaskini Werteba, położonej na płaskiej wysoczyźnie lessowej, oddalonej o kilka kilometrów na wschód od Ogrodu.

## Historia badań

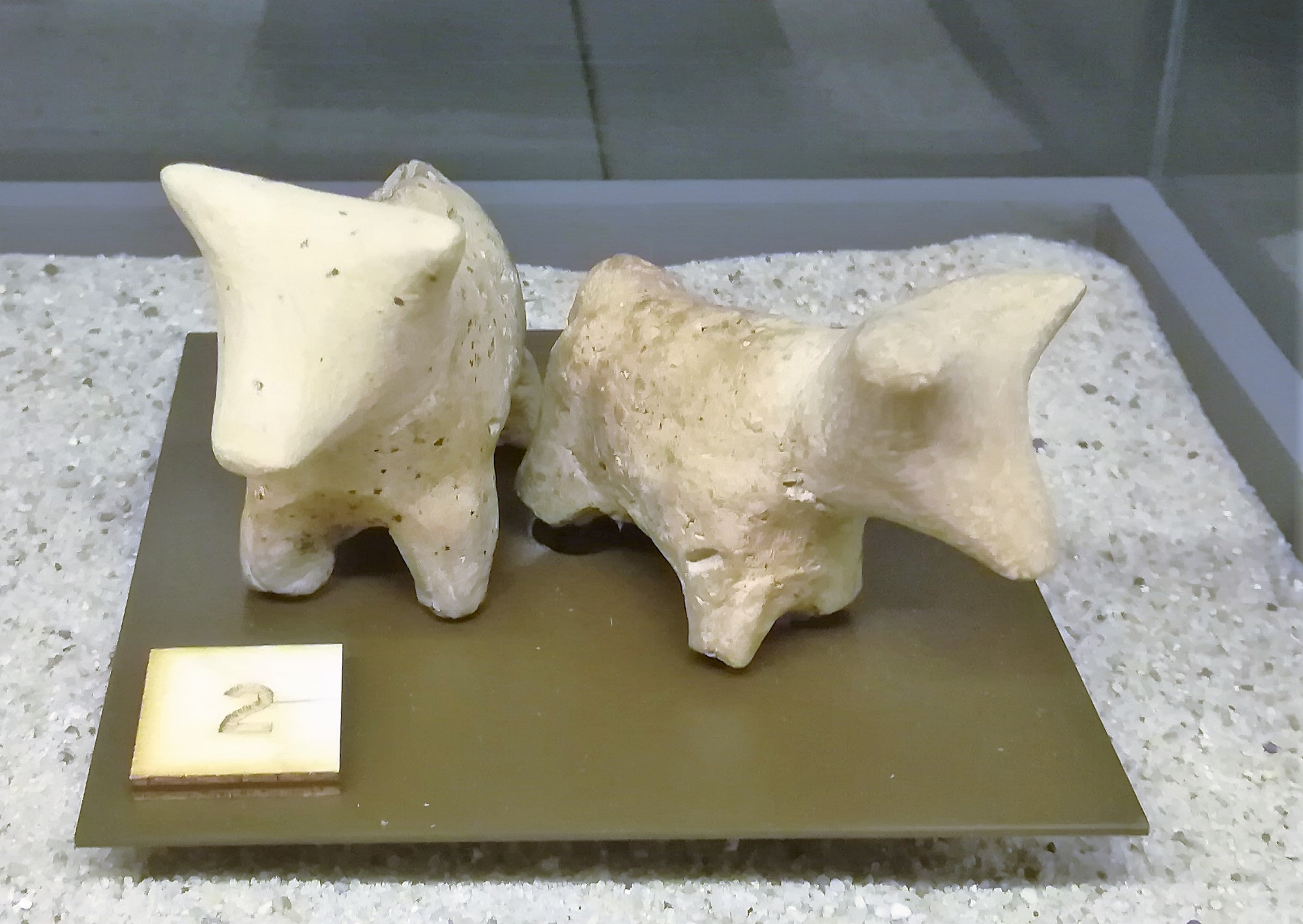
Dwa wołki gliniane z Bilczy Złotych z kolekcji Muzeum Archeologicznego w Krakowie

Jaskinię odkryto przypadkowo w 1822. Ziemie wokół Bilcza Złotego i sama jaskinia należały przez pewien czas do księcia Adama Sapiehy, a później do jego syna – Leona. Pierwszym archeologiem, który z polecenia Komisji Archeologicznej Akademii Umiejętności przeprowadził w latach 1876 – 1878 badania w jaskini był Adam Honory Kirkor. Natomiast pierwsze ślady osady znajdującej się na terenie parku dworskiego odkryto przypadkowo w 1884. Pierwsze prace wykopaliskowe w tym miejscu, na prośbę księcia Leona Sapiehy, przeprowadził w 1889 kustosz Muzeum im. Lubomirskich we Lwowie, Pawłowicz. W listopadzie 1890 dalsze prace w tym miejscu podjął Gotfryd Ossowski, kustosz Muzeum Archeologicznego w Krakowie. Odkrył ponad dwadzieścia, jak wówczas sądził, grobów ciałopalnych. Ossowski zainteresował się również jaskinią Werteba i zlecił wykonanie dokładnego jej planu. Dalsze badania w jaskini w latach 1898, 1904 i 1907, a także niewielkie prace w parku prowadził Włodzimierz Demetrykiewicz. Demetrykiewicz zapoczątkował naukowe opracowanie zbiorów bilczańskich. Na podstawie wyników badań sprostował on mylną hipotezę Ossowskiego uznając znalezione w parku obiekty za ślady konstrukcji mieszkalnych, nie zaś za ciałopalne groby cegłowe jak sądził jego poprzednik. Po roku 1907 nie prowadzono już większych prac w Bilczu Złotym.

## Kolekcja zabytków bilczańskich w Krakowie
W listopadzie 1904 księżna Teresa Sapieha, wdowa po księciu Leonie, podpisała z Akademią Umiejętności w Krakowie umowę, na mocy której Akademia zobowiązała się skatalogować, uporządkować i konserwować zabytki z Bilcza Złotego, pokazać je na wystawie jako „Zbiór wykopalisk z Bilcza Złotego imienia Książąt Leona i Teresy Sapiehów”, a także w ciągu dwu lat po złożeniu zbiorów w krakowskim Muzeum ogłosić drukiem naukowe ich opracowanie. Nastąpiło to jednak już po niewyjaśnionej kradzieży część materiałów, która miała miejsce w Bilczu w tym samym roku. Niektóre ze skradzionych zabytków odnalazły się później i przechowywane były w zbiorach Muzeum Przyrodniczego im. Dzieduszyckich we Lwowie. Natomiast „Zbiór wykopalisk...” pozostaje do dzisiaj trzonem kolekcji Muzeum Archeologicznego w Krakowie.

## Zabytki
- zamek – wybudowany prawdopodobnie w XVI w. przez Jazłowieckich został zniszczony przez Tatarów w pierwszej połowie XVII w. Obecnie po zamku pozostały nieznaczne ślady[3].
- pałac – dzieje Bilczych Złotych są stosunkowo mało znane. Wiadomo, że miejscowe dobra były własnością rodziny Potockich. W 1854 roku wieś kupił Adam Sapieha, który wzniósł tam w 1866 roku obszerny pałac. Pałac został prawdopodobnie po drugiej wojnie światowej zburzony przez bolszewików. W jego miejsce wybudowano dom kultury w stylu socrealistycznym.
- park, w którym mieści się rezydencja istniał już w XVIII w. Zajmuje on 11 ha i jest jednym z najcenniejszych w zachodniej części Ukrainy. Znaleźć w nim można imponującą liczbę gatunków drzew, m.in. tulipanowce, orzech grecki, sosnę krymską. Wiele drzew w parku ma olbrzymie wymiary, wyróżnią się olbrzymia korona lipy w centrum parku.
- w parku znajduje się neogotycka kaplica grobowa Sapiehów, zbudowana w 1839, przebudowana w 1898 r., obecnie pełniąca funkcję cerkwi greckokatolickiej[4].

## Urodzili się
- Mychajło Sochacki (ur. 1959) – ukraiński archeolog, krajoznawca, speleolog, osoba publiczna.